# Mustasaari (ö i Finland, Södra Karelen, Villmanstrand, lat 61,33, long 27,88)
Mustasaari är en ö i Finland. Den ligger i sjön Saimen och i kommunen Savitaipale i den ekonomiska regionen  Villmanstrands ekonomiska region  och landskapet Södra Karelen, i den södra delen av landet, 200 km nordost om huvudstaden Helsingfors. Öns area är 33,4 hektar och dess största längd är 1,1 kilometer i öst-västlig riktning.